# 245 км (зупинний пункт)
245 кілометр (також Рога́чів) — пасажирський залізничний зупинний пункт Рівненської дирекції Львівської залізниці.
Розташований у селі Рогачів Рівненського району Рівненської області на лінії Здолбунів — Ковель між станціями Обарів (4,5 км) та Клевань (10,5 км).
Станом на вересень 2017 р. на платформі зупиняються приміські поїзди.